# 埃瑞巴·马尔杜克
埃瑞巴·马尔杜克（约公元前769年——约公元前761年前后在位）（英語：Eriba-Marduk）巴比伦国王。承袭马尔杜克·阿普尔·乌苏尔之位。在位时期曾努力促使巴比伦由动荡不安转向稳定，挫败了游牧民族的入侵，将巴比伦势力向北部扩展。死后由那布·舒玛·伊什库恩所承袭其位。